# Schloss Tannenmühle
Die Tannenmühle ist ein Schloss in der niederösterreichischen Gemeinde Altlengbach.

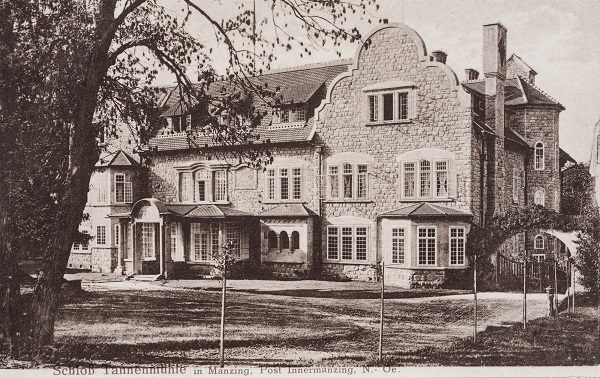
Tannenmühle Schloss

## Lage und Eigentumsverhältnisse

### Die Mühle
Die Tannenmühle wurde vermutlich durch Philipp Tanner gegründet, der 1455 auch Lehensbesitz an der Leiten bei Strass hinterließ, als alte Katastralbenennung wird auch „Donnermühle“ genannt. Das Gebäude befand sich ab 1591 im Besitz der Herrschaft Neulengbach, im späteren Verlauf wurde auch der Müller Johann Asinger genannt.

### Herrenhaus und Schloss
Im Jahr 1862 ging die Mühle käuflich in den Besitz von Viktor Graf Lützow über, der neben der Mühle ein Herrenhaus errichten ließ und das Gut durch wiederholten Erwerb von umliegenden Grundstücken erweiterte. Fürst Nikolaus Esterhazy kaufte das Gut und die Ländereien im Jahr 1871 an, er ließ die Mühle niederlegen, das Herrenhaus großzügig umbauen und den Park erweitern.
Das Schloss und den umgebenden Garten ließ er vergleichbar mit britischen Landsitzen gestalten, möglicherweise als Andenken an seine früh verstorbene Ehefrau Sarah, die aus England stammte.
Im Jahr 1872 bewohnte der Engländer Robert Bulwer-Lytton die Anlage, der Gedichte unter Pseudonym veröffentlicht hatte und als Diplomat und später als Vizekönig von Indien im Dienst der englischen Krone stand. Sein Vater Edward hatte den Roman Die letzten Tage von Pompeji veröffentlicht. Nach dem Tod von Fürst Esterhazy im Jahr 1894 wurde das Schloss von seinem Sohn Anton an die verwitwete Fürstin Theresia Sulkowski verkauft, die es wenige Jahre später an die Baronin Paula Scharschmid weiter veräußerte. Seit 1907 war der französische Graf Resseguier de Miremont und ab 1920 Franz Graf Clam Gallas Eigentümer der Anlage.
In den letzten Tagen des Zweiten Weltkrieges wurde das Gebäude geplündert und danach als Entbindungsheim genutzt. Diese Nutzung war nur vorübergehend, anschließend wurde die Anlage von der Familie Plaß restauriert. Danach war Adolf Graf Trauttmansdorff Eigentümer des Landsitzes, der sich heute im Besitz der Familie von Blaas befindet und von ihr genutzt wird.

## Architektur
Schloss Tannenmühle ist eine zweigeschoßige Anlage, die mit den unterschiedlich langen, parallel ausgerichteten Seitentrakten etwa in Hufeisenform aufgebaut ist. Die Gebäudefronten sind fast vollständig von Pflanzen bewachsen. Die beiden parallelen Haupttrakte enden mit einer Giebelmauer an der Hauptfassade und sind durch einen Quertrakt mit niedrigem Dachfirst verbunden. In diesem Verbindungstrakt liegen Eingänge zur Hof- und zur Gartenseite. Der südliche Haupttrakt endet hofseitig mit einem Halbwalmdach. Ein gleiches Dach hat der ihm angesetzte Vorbau, dem seinerseits eine gemauerte Vorhalle mit Altane im Obergeschoß vorgelegt ist. Die Auffahrt führt vor das eiserne Gittertor der Vorhalle.
Im Jahr 1909 wurde eine große neugotische Kapelle mit Glockenturm an die Hofseite des zweiten Haupttraktes angebaut, die der Unbefleckten Empfängnis Mariens geweiht ist und im Obergeschoß liegt. Sie ist über eine steinerne Freitreppe erreichbar. Bergwärts an den Kapellenbau anschließend erreicht man sowohl den Eingang in den Wirtschaftshof als auch einen Torbau, der im romanischen Stil gestaltet wurde. Im Inneren des Schlosses fällt besonders die große Halle auf.
Der Park, welcher das Schloss umgibt, wirkt gepflegt.

## Quelle
- Schloss Tannenmühle. In: burgen-austria.com. Martin Hammerl